# Karl August Großmann
Karl August Großmann, auch Carl August Grosmann (* 1741 in Königsbrück; † um 1798) war ein Kupferstecher, Verleger und Radierer in Augsburg.

## Leben
Karl August Großmann wurde 1741 in Königsbrück als Sohn eines Bediensteten des Königsbrücker Standesherrn August Heinrich von Friesen geboren. Karl Augusts Bruder war der 1737 in Königsbrück geborene Porzellanmaler in Meißen, Christian Gotthelf Großmann. Nach seiner Ausbildung zog Karl August Großmann nach Augsburg und heiratete dort am 27. August 1765 Anna Lydia Orting. Im September 1769 verstarb ihr neun Wochen alter Sohn Christian Friderich in Augsburg. Großmann starb gegen Ende des 18. Jahrhunderts, um 1798.

## Werk
Seine Ausbildung erhielt Karl August Großmann in Dresden bei dem Stahlstecher und Königlichen Hofgraveur Johann Stephan Seeber. Zunächst arbeitete er als Goldgraveur in Dresden. Irgendwann ließ er sich in Augsburg nieder. Dort machte er mit seinen Kupferstichen von sich reden. Bekannt sind zum Beispiel seine sechzehn Stadtansichten Deutscher Städte oder die 1778 bis 1779 veröffentlichten Blätter im Württembergischen Kalender.   Als Kupferstecher beherrschte er die zu seiner Zeit aufkommende Gestaltung „a la grecque“. Zu verstehen sind darunter Ornamente in Mäanderform, bekannt aus der griechischen Antike. Großmanns Buch „Neueste Schlosserarbeit“ erreichte kaum Beachtung. Als Verleger erhält er 1775 die Kramergerechtigkeit, das Privileg, für Kunst und Verlagshandel. Er gründete den Verlag Großmann in Augsburg und veröffentlichte Kunstdrucke. Die zwölf Stiche in Johann Martin Millers Bestseller „Siegwart, eine Klostergeschichte“ stammen ebenfalls von Karl August Großmann.  Zu Großmanns Schülern zählen unter anderen der Kupferstecher Johann Müller aus Nördlingen, der Kupferstecher Carl Ernst Christoph Hess und der Miniaturmaler Johann Ludwig Stahl.